# Hrabstwo Routt

Piramida wieku hrabstwa

Hrabstwo Routt (ang. Routt County) – hrabstwo w stanie Kolorado w Stanach Zjednoczonych.

## Geografia
Według spisu z 2000 roku obszar całkowity hrabstwa obejmuje powierzchnię 2368,02 mil2 (6133,14 km²), z czego 2361,59 mili2 (6116,49 km²) stanowią lądy, a 6,43 mili2 (16,65 km²) stanowią wody. Według szacunków United States Census Bureau w roku 2012 miało 23 334 mieszkańców. Jego siedzibą administracyjną jest Steamboat Springs.

### Miasta
- Hayden
- Oak Creek
- Steamboat Springs
- Yampa
- Phippsburg (CDP)